# Rotraud von Wachter
Rotraud von Wachter  (ur. 29 sierpnia 1910 w Augsburgu, zm. ?) – niemiecka florecistka, dwukrotna medalistka mistrzostw świata.
Podczas mistrzostw świata w Kopenhadze w 1932 roku (oficjalnie zawody tego cyklu rozgrywane są pod tą nazwą dopiero od 1937) Niemki w składzie: Roething Lindinger, Tilly Merz, Erna Sondheim i Rotraud von Wachter wywalczyły brązowy medal we florecie drużynowym. Na rozgrywanych pięć lat później mistrzostwach świata w Paryżu wspólnie z Hedwig Hass, Helene Mayer i Olgą Oelkers w tej samej konkurencji zdobyła srebrny medal.
Nigdy nie wzięła udziału w igrzyskach olimpijskich.